# Вечерський Віктор Васильович
Вече́рський Ві́ктор Васи́льович (нар. 15 серпня 1958, Київ) — радянський, український архітектор, мистецтвознавець, діяч у сфері охорони культурної спадщини, заступник директора Департаменту культурної спадщини і культурних цінностей Міністерства культури України (2011—2014), кандидат архітектури (2001), лауреат Державної премії України в галузі архітектури (1998, 2007).

## Біографія
Народився 15 серпня 1958 року в Києві. Син графіка Василя Вечерського. У 1981 році закінчив архітектурний факультет Київського державного художнього інституту за фахом архітектор.
Історико-архітектурні дослідження провадить з 1976 р. Учень Юрія Асєєва.
2008–2010 рр. — заступник директора Науково-дослідного інституту пам'яткоохоронних досліджень Міністерства культури і туризму України.
2010–2011 рр. — перший заступник голови Державної служби з питань національної культурної спадщини.
Член-кореспондент Академії архітектури України. Дійсний член ICOMOS (Міжнародної ради з питань пам'яток і визначних місць).
2011–2014 рр. — голова Науково-методичної ради Міністерства культури з питань охорони культурної спадщини та заступник голови Експертної комісії Міністерства культури з занесення об'єктів культурної спадщини до Державного реєстру нерухомих пам'яток України.

## Праці

Обкладинка книги «Втрачені об'єкти архітектурної спадщини України».

Автор численних науково-проєктних праць, серед яких найважливіші:
- проєкт реставрації Мовчанського монастиря в Путивлі (1981)
- проєкт регенерації середньовічних укріплень у Путивлі (1986)
- проєкт відтворення будинку-майстерні художника М.Пимоненка у с. Малютянці Києво-Святошинського району (1990)

Автор Історико-архітектурних опорних планів та проєктів зон охорони пам′яток історичних міст України: Глухова (1984—1992), Полтави (1984), Лебедина (1985), Чернівців (1986, 2006; у контексті номінації до Списку всесвітньої спадщини ЮНЕСКО), Чигирина (1987), Путивля (1986—1987), Ромен (1987), Охтирки (1988), Тростянця (1989, 2015), Білопілля (1990, 2014), Конотопа (1991), Сум (1993, 2011), Одеси (2007), Василькова (2008), Вінниці (2009), Києва (2009—2010), Коропа (2014), Лохвиці (2015).
Автор проєктів створення історико-архітектурних заповідників у містах Путивлі (1986), Глухові (1992), Сумах (1993), проєкту реабілітації історико-архітектурного середовища міста Глухова (1997), Комплексної програми збереження історичної забудови Глухова (1999), Генеральних планів розвитку заповідників у Глухові (2003), Путивлі (2006), Чернігові (2008), Переяславі (2009), «Посулля» (2010).
Один із авторів першої фундаментальної «Історії української архітектури» (К., 2003) та «Історії українського мистецтва» (К., 2011).
Автор понад 600 наукових публікацій, 40 наукових монографій та науково-популярних книжок, у тому числі:
- Историко-архитектурные предпроектные исследования городов Украины (М., 1990)
- Державний реєстр національного культурного надбання (пам'ятки містобудування і архітектури України) (К., 1999)
- Глухів (К., 2003)
- Історико-містобудівні дослідження Одеси (К., 2008)
- Історико-містобудівні дослідження Чернівців (К., 2008)
- Історико-культурні заповідники (К., 2011)
- Історико-культурні заповідники: плани організації територій (К., 2011)
- Історико-містобудівні дослідження: Васильків, Вінниця, Горлівка, Ізмаїл (К., 2011)
- Історико-містобудівні дослідження Києва (К., 2011)
- Українська дерев'яна архітектура (К., 2013)
- Історико-містобудівні дослідження: Суми, Миргород, Корець (К., 2013)

Вперше в Україні сформував Державний реєстр національного культурного надбання.
Вперше в Україні створив і видав каталог знищених об'єктів архітектурної спадщини України, визначив політичні причини втрат.
Визначив містобудівні заходи, необхідні для збереження ландшафтного середовища могили Т.Шевченка у Каневі.
Уперше в Києві запровадив у ВНЗ викладання повного курсу Всесвітньої історії архітектури українською мовою, написав і видав навчальний посібник.
Визначив найкращий проєкт створення пам'ятника Голодомору у Вашингтоні (США).
1996–2002 — на посаді головного редактора забезпечив активну пам'яткоохоронну позицію фахового культурологічного часопису «Пам'ятки України: історія та культура».

## Фільми
Автор повнометражних документальних фільмів про архітектурну спадщину України кінотетралогії «Світ України»:
- Храми України [Архівовано 3 березня 2022 у Wayback Machine.] (1996)
- Українська еліта (2 серії) (1997)
- Український степ (2 серії) (1998)
- Крим (1999)

## Відзнаки, почесні звання
- Заслужений працівник культури України (1995)
- лауреат державних премій в галузі архітектури (1998, 2007),
- лауреат премії в галузі містобудування і архітектури імені І.Моргилевського (1999).
- орден Преподобного Нестора Літописця Української Православної Церкви (2013),
- знак пошани Київського міського голови (2001),
- подяка Кабінету Міністрів України (2006).

## Позиція з резонансних питань
1987 — врятував від знищення дерев'яну церкву св. Іллі початку 18 ст. у Камінь-Каширському Волинської області.
2006 — виступив проти потворної сучасної забудови в історичному центрі Львова, підготував офіційні експертні висновки.
2006 — публічно виступив проти політики Головного управління охорони культурної спадщини Київської міськдержадміністрації, наполягаючи, що вона веде до фальсифікації історичного середовища Києва.
2006 — закликав український бізнес професійно включитися у розв'язання проблеми використання вітчизняних пам'яток архітектури.
2007–2008 — активно обстоював необхідність ужиття державою надзвичайних заходів для порятунку дерев'яних церков.
2009 — виступив проти намірів київської влади знести пам'ятник Григорію Сковороді на Контрактовій площі.
2010 — забезпечив надання статусу ландшафтної пам'ятки історичному ландшафту Київських гір і долини р. Дніпра з метою вберегти їх від забудови.
2010 — виступив проти поширеної в Україні практики підміни справжніх пам'яток їх сучасними муляжами.
2010 — підтримав приватизацію і передачу в концесію тих пам'яток, які держава не в змозі утримувати.
2011 — заявив, що будівництво підземного паркінку, яке ведеться поблизу Софії Київської є безпечним для цієї пам'тяки.
2011 — підтримав перепідпорядкування Національного заповідника «Софія Київська» Міністерству культури України, проти чого активно виступало керівництво заповідника і громадськість.
2012 — заявив, що будівлі радянської доби на Андріївському узвозі, попри те, що вулиця отримала статус комплексної пам'ятки містобудування і розташована на території історико-архітектурного заповідника, державою не охороняються, не мають ніякої цінності і можуть бути знесені без шкоди для вулиці.
2012 — запропонував подати на включення до Списку всесвітньої спадщини ЮНЕСКО номінацію «Храми Київської Русі ХІ-ХІІІ ст.», яка має готуватися і вноситися спільно трьома країнами — Україною, Росією та Білоруссю, і включатиме 23 середньовічні храми на територіях цих країн (12 з них — на території України).
2012 — як повідомляють ЗМІ, підтримує запропонований архітектором Ларисою Скорик проєкт Музею пам'яті жертв Бабиного Яру у вигляді шестикутної «Зірки Давида».
2013 — як повідомляє Укрінформ, заявив, що повалений у грудні 2013 р. пам'ятник Леніну в Києві не був об'єктом культурної спадщини і не був пам'яткою культурної спадщини.

## Критика
Занесений київською громадською ініціативою «Збережи старий Київ» до чорного списку осіб, які своїми діями сприяють знищенню культурної спадщини міста.
За інформацією ЗМІ Віктор Вечерський розробив історико-містобудівне обґрунтування проєкту (2010) за яким було розпочато будівництво 9-поверхового офісно-торговельного центру в Києві за адресою вул. Сагайдачного, 1. Невдоволення фахівців і громадськості викликає той факт, що новий офісно-торговельний центр закриватиме Володимирську гірку. З приводу запланованої новобудови київський краєзнавець Михайло Дегтерєв дав наступний коментар: «коли побудують цю споруду, з лівого берега та Подолу пам'ятник Володимиру виглядатиме так, ніби стоїть на даху нов[будови». Задля цього будівництва було знесено садибу Казанського, пам'ятку архітектури 1909 року (яку попередньо позбавили статусу пам'ятки), що викликало протести громадськості.

## Книги
1. Пам'ятки архітектури й містобудування України. Довідник Державного реєстру національного культурного надбання / За ред. А. П. Мардера, В. В. Вечерського. — К., 2000. — С. 45‒327
2. Вечерський В. Архітектурна й містобудівна спадщина доби Гетьманщини. Формування, дослідження, охорона — К.: Головкиївархітектура, 2001. — 350 с.: іл.
3. Вечерський В. Втрачені об'єкти архітектурної спадщини України. — К.: НДІТІАМ, 2002. — 592 с.: іл.
4. Вечерський В. Спадщина містобудування України: Теорія і практика історико-містобудівних пам'яткоохоронних досліджень населених місць. — К.: НДІТІАМ, 2003. — 560 с.: іл.
5. Історія української архітектури / Ю. Асєєв, В. Вечерський, О. Годованюк та ін.; за ред. В. Тимофієнка. — К.: Техніка, 2003. — 472 с.: іл.
6. Вечерський В. Українська спадщина: Історико-культурологічні ессе.[29] — К.: Вид-во Інституту проблем сучасного мистецтва, 2004. — 340 с.: іл.
7. Вечерський В. Втрачені святині.[30] — К.: Техніка, 2004. — 176 с.: іл.
8. Вечерський В. Пам'ятки архітектури й містобудування Лівобережної України: Виявлення, дослідження, фіксація. — К.: Видавничий дім А. С.С, 2005. — 588 с.: іл. (Державна служба охорони культурної спадщини, Науково-дослідний інститут пам'яткоохоронних досліджень).
9. Вечерський В., Тарасов С. Замки і фортеці України: Фотоальбом. — К.: Балтія-Друк, 2005. — 64 с.: іл.
10. Вечерський В., Тарасов С. Замки і фортеці України: Фотоальбом. — К.: Балтія-Друк, 2005. — 64 с.: іл.
11. Вечерський В. Курс історії архітектури. Методичний посібник з дисципліни ''Всесвітня історія архітектури'' для студентів мистецтвознавчої спеціалізації вищих навчальних закладів. — К.: Вид-во Інституту проблем сучасного мистецтва, 2006. — 300 с.: іл.
12. Вечерський В. Українська дерев'яна архітектура: Фотоальбом. — К.: Балтія-Друк, 2006. — 64 с.: іл.
13. Вечерський В. Курс історії архітектури країн Східної Європи. Методичний посібник з дисципліни ''Всесвітня історія архітектури'' для студентів мистецтвознавчої спеціалізації вищих навчальних закладів. — К.: Видавництво ''АртЕк'', 2007. — 270 с.: іл. (Міністерство культури і туризму України, Національна академія образотворчого мистецтва і архітектури).
14. Вечерський В. Українські дерев'яні храми. — К.: Наш час, 2007. — 271 с.: іл. — (Невідома Україна).
15. Вечерський В. Монастирі та храми Путивльщини. — К.: Техніка, 2007. — 168 с.: іл.
16. Історико-містобудівні дослідження Чернівців / Вечерський В. В., Скібіцька Т. В., Сердюк О. М.; За ред. Вечерського В. В.; відп. за вип. Сердюк О. М. — К.: Фенікс, 2008. — 106 с.; 58 іл. — Бібліогр.: с. 96-101.
17. Вечерський В. Гетьманські столиці України. — К.: Наш час, 2008. — 320 с.: іл. — (Невідома Україна).
18. Вечерський В. Українські монастирі. — К.: Наш час, 2008. — 400 с.: іл. — (Невідома Україна).
19. Історико-містобудівні дослідження Одеси / Тимофієнко В. І., Вечерський В. В., Сердюк О. М., Бобровський Т. А.; За ред. Вечерського В. В.; відп. за вип. Сердюк О. М. — К.: Фенікс, 2008. — 156 с.; 249 іл. — Бібліогр.: с. 132—153.
20. Віктор Вечерський Біобібліографічний покажчик. Графіка / Відп. за вип. Сердюк О. М. — К.: «АртЕк», 2008. — 168 с.; 166 іл. (Науково-дослідний інститут пам'яткоохоронних досліджень).
21. Вечерський В. Православні святині Сумщини. — К.: Техніка, 2009. — 224 с.
22. Вечерський В. Фортеці й замки України. — К., 2011. — 664 с.; 619 іл.
23. Історико-містобудівні дослідження: Васильків, Вінниця, Горлівка, Ізмаїл / За ред. Вечерського В. В.; Відп. за вип. Сердюк О. М. — К., 2011. — 276 с., 126 іл.
24. Історико-містобудівні дослідження Києва / За ред. Вечерського В. В.; Відп. за вип. Сердюк О. М. — К.: Фенікс, 2011. — 454 с., 147 іл.
25. Історико-культурні заповідники / За ред. Вечерського В. В.; Відп. за вип. Сердюк О. М. — К.: Фенікс, 2011. — 292 с., 97 іл.
26. Історико-культурні заповідники: Плани організації територій / За ред. Вечерського В. В.; Відп. за вип. Сердюк О. М. — К., 2011. — 192 с., 74 іл.
27. Вечерський В. Українська дерев'яна архітектура. — К.: Балтія-Друк, 2013. — 120 с.: іл. Мови укр., англ.
28. Історико-містобудівні дослідження: Суми, Миргород, Корець / За ред. Вечерського В. В.; Відп. за вип. Звіряка А. І. — К.: Фенікс, 2013. — 334 с., 128 іл.